# Rudolf Ericson
Rudolf Ericson (ur. 6 listopada 1872, zm. 20 sierpnia 1937) – szwedzki łyżwiarz szybki, złoty medalista mistrzostw Europy.

## Kariera
Największy sukces w karierze Rudolf Ericson osiągnął w 1893 roku, kiedy zwyciężył podczas mistrzostw Europy w Berlinie. W poszczególnych biegach był najlepszy w finałach na 500 i 1500 m, drugi w pierwszym biegu na 1500 m i na dystansie 5000 m oraz trzeci w pierwszym biegu na 500 m. Został tym samym pierwszym w historii oficjalnym mistrzem Europy w wieloboju. Był to jedyny medal wywalczony przez niego na międzynarodowej imprezie tej rangi. W tym samym roku zajął drugie miejsce na mistrzostwach świata w Amsterdamie, przegrywając walkę o zwycięstwo z Jaapem Edenem z Holandii. Nie otrzymał medalu, bowiem zgodnie z ówczesnymi zasadami medal przyznawano tylko zwycięzcy. Ericson był tam drugi na dystansie 10 000 m, trzeci na 1500 i 5000 m oraz czwarty na 500 m.
Ustanowił cztery rekordy świata.